# Circonscriptions législatives marocaines
 (novembre 2016).
Si vous disposez d'ouvrages ou d'articles de référence ou si vous connaissez des sites web de qualité traitant du thème abordé ici, merci de compléter l'article en donnant les références utiles à sa vérifiabilité et en les liant à la section « Notes et références ».
Les circonscriptions législatives marocaines sont des divisions de territoire dans lesquelles sont élus les députés de la Chambre des représentants. Elles correspondent en général à une subdivision d'une province ou préfecture.

## Les circonscriptions électorales législatives dans l'histoire
Lors du découpage de 2011 leur nombre a été fixé à 92.
Le nombre de candidats par circonscription varie entre 2 et 6 selon le poids démographique de la circonscription. Les grandes villes telles que Casablanca , Fès, Rabat et Marrakech sont constitués de plus d'une seule circonscription. Les autres villes voient leurs frontières administratives coïncider avec  celles électorales.